# Andromède XV
Andromède XV est une galaxie naine du Groupe local, plus précisément une galaxie satellite de la galaxie d'Andromède (M31). Elle est située à une distance d'environ 630 kpc (∼2,05 millions d'al) du Soleil.

## Découverte
Andromeda XV a été découverte en 2007.

## Caractéristiques
Son ascension droite est de 01h 14m 18,7s, sa déclinaison de +38° 07′ 03″, et sa magnitude absolue est de -9,4.

### Pages connexes
- Sous-groupe d'Andromède
- Galaxie satellite
- Galaxie naine sphéroïdale
- Galaxie d'Andromède